# Metanepsia rossi
Metanepsia rossi är en tvåvingeart som beskrevs av Loïc Matile 1975. Metanepsia rossi ingår i släktet Metanepsia och familjen svampmyggor.
Artens utbredningsområde är Tanzania. Inga underarter finns listade i Catalogue of Life.